# Human Epigenome Project
Human Epigenome Project (HEP) – międzynarodowy projekt naukowy, którego celem jest „identyfikacja, katalogowanie i interpretacja wzorców metylacji DNA obejmujących wszystkie ludzkie geny we wszystkich głównych tkankach”. Jest finansowany z funduszy rządowych, a także z prywatnych inwestycji, za pośrednictwem konsorcjum organizacji zajmujących się badaniami genetycznymi.
Postulat utworzenia tego typu projektu był powszechnie zgłaszany i wspierany przez naukowców, prowadzących badania nad nowotworami, z całego świata.

## Konsorcjum
Konsorcjum HEP składa się z następujących organizacji:
- The Wellcome Trust Sanger Institute – Wielka Brytania
- Epigenomics AG – Niemcy / USA
- Centre National de Génotypage(inne języki) – Francja